# Svart dvärgrall
Svart dvärgrall (Laterallus jamaicensis) är en liten amerikansk fågel i familjen rallar inom ordningen tran- och rallfåglar.

## Kännetecken

### Utseende
Svart dvärgrall är med en kroppslängd på endast 12–15 cm en mycket liten, helmörk rall med kort, spetsig stjärt. Ovansidan är vitfläckat svart, undergumpen vitbandat svart och nacken rostfärgad, medan den är mörkgrå på huvud och bröst. Näbben är svart och ögat rött. Underarten tuerosi (eller arten, se nedan) är snarare bandad än vitfläckig än ovan, undergumpen är otecknat roströd och benen är ljusa, ej mörka.

### Läten
Hanen låter nattetid höra ett fylligt och nasalt "keekeedrr" eller "deedeedunk". När den upprörs hörs ett dämpat grälande "krr-krr-krr".

## Utbredning och systematik
Svart dvärgrall delas in i fem underarter med följande utbredning:
- jamaicensis/coturniculus-gruppen
  - Laterallus jamaicensis coturniculus – förekommer i kustnära områden från centrala Kalifornien och söderut till norra Baja California
  - Laterallus jamaicensis jamaicensis – häckar från östra USA till Belize och Kuba; övervintrar i Centralamerika och Västindien
- salinasi/murivagans-gruppen
  - Laterallus jamaicensis murivagans – förekommer längs torra stränder i Peru
  - Laterallus jamaicensis salinasi – förekommer från Atacama till Malleco i centrala Chile och i allra västligaste Argentina
- tuerosi-gruppen
  - Laterallus jamaicensis tuerosi – förekommer vid Junínsjön i Anderna i centrala Peru

Fågeln har tillfälligt påträffats på Bermuda, i Bahamas och i Antigua och Barbuda, medan den är utdöd i Guatemala och förekomsten i Colombia är oklar.
Birdlife International urskiljer underarten tuerosi som den egna arten "juníndvärgrall". Även salinasi-gruppen har föreslagits utgöra en egen art.

## Levnadssätt
Svart dvärgrall häckar i grunda salt- och sötvattensvåtmarker och översvämmade gräsmarker. Födan består av mycket små ryggradslösa djur (mindre än 1 cm långa) samt frön. Fågeln häckar mellan maj och augusti i USA, i juli i Panama, i Peru från slutet av torrperioden genom regnperioden och i Chile i november–december.

## Status
Internationella naturvårdsunionen IUCN bedömer hotstatus för tuerosi och övriga underarter var för sig. "Juníndvärgrallen" förekommer endast vid en enda sjö och populationen tros bestå av endast 600–1700 vuxna individer. Den antas dessutom minska kraftigt i antal. IUCN kategoriserar den därför som starkt hotad (EN).
Svart dvärgrall i övrigt har ett mycket stort utbredningsområde men en relativt liten världspopulation på endast 25 000–100 000 individer. Det sparsamma antalet sentida fynd tyder på att arten är synnerligen fåtalig och har försvunnit från ett antal tidigare lokaler. Arten hotas av miljögifter, torka, skogsbrand, sänkning av grundvattnet och jordbrukets expandering. Fram till 2019 kategoriserade internationella naturvårdsunionen arten som nära hotad, men har därefter höjd dess hotstatus rejält och anser numera att den är starkt hotad.